# Гинке, Густав
Густав Адольф Гинке (нем. Gustav Adolf Hinke; 1844—1893) — немецкий гобоист. 

## Биография
Родился 24 августа 1844 года в Дрездене. Его отец Готфрид Гинке (?—1851) стал известен тем, что ввёл в употребление басовую тубу.
Игре на гобое учился у Рудольфа Хибендаля в Дрезденской консерватории с 1859 по 1864 год. Также он учился игре на фортепиано у Юлиуса Адольфа Рюльманна.
С 1867 года — первый гобоист оркестра Гевандгауза в Лейпциге. Также он преподавал в Лейпцигской консерватории с 1873 по 1878 год.
Умер 5 августа 1893 года в Лейпциге.